# Perteus pellucidus
Perteus pellucidus är en insektsart som beskrevs av Bolívar, I. 1906. Perteus pellucidus ingår i släktet Perteus och familjen vårtbitare. Inga underarter finns listade i Catalogue of Life.